# Pontal (Rio de Janeiro)
Pour les articles homonymes, voir Pontal (homonymie).

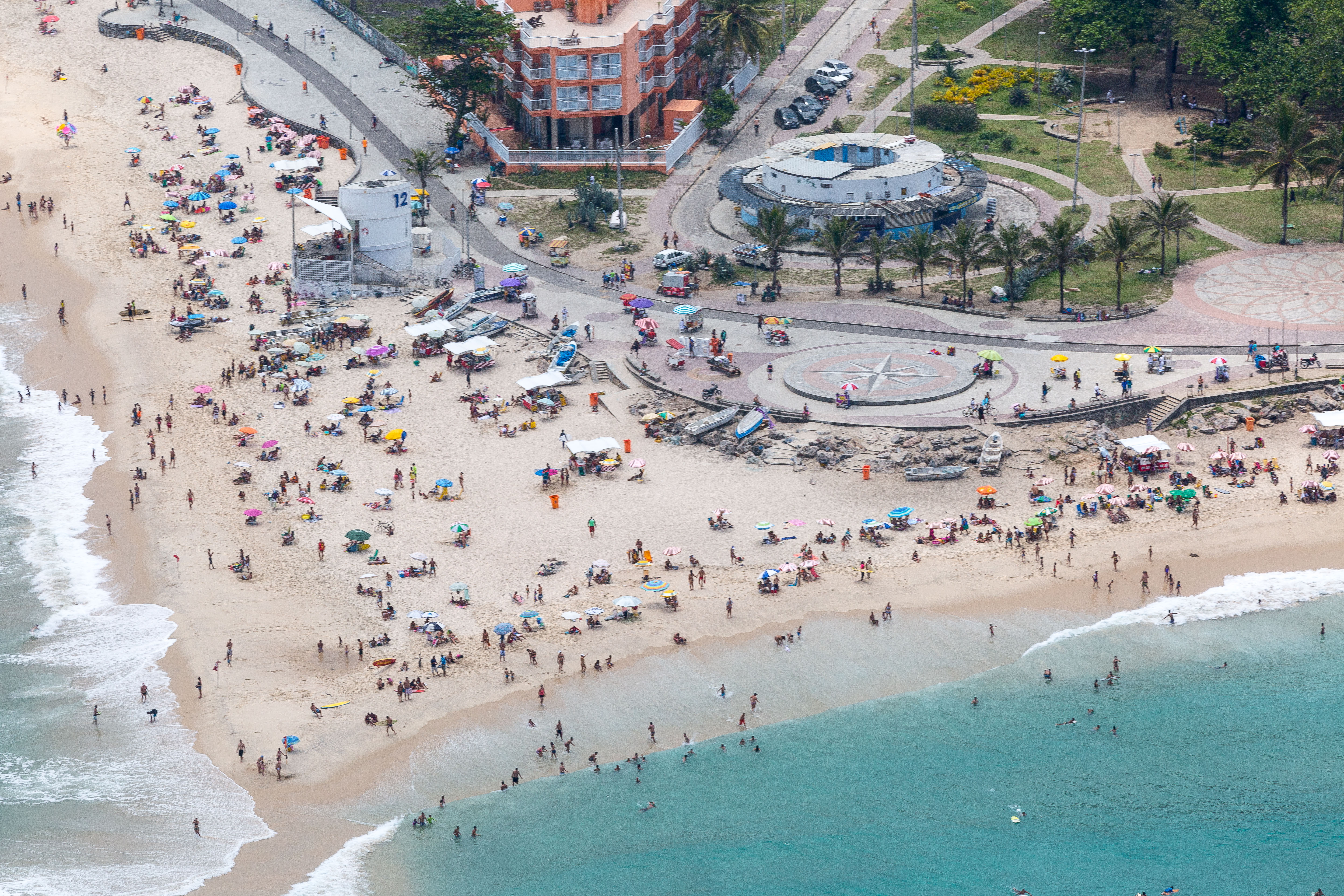

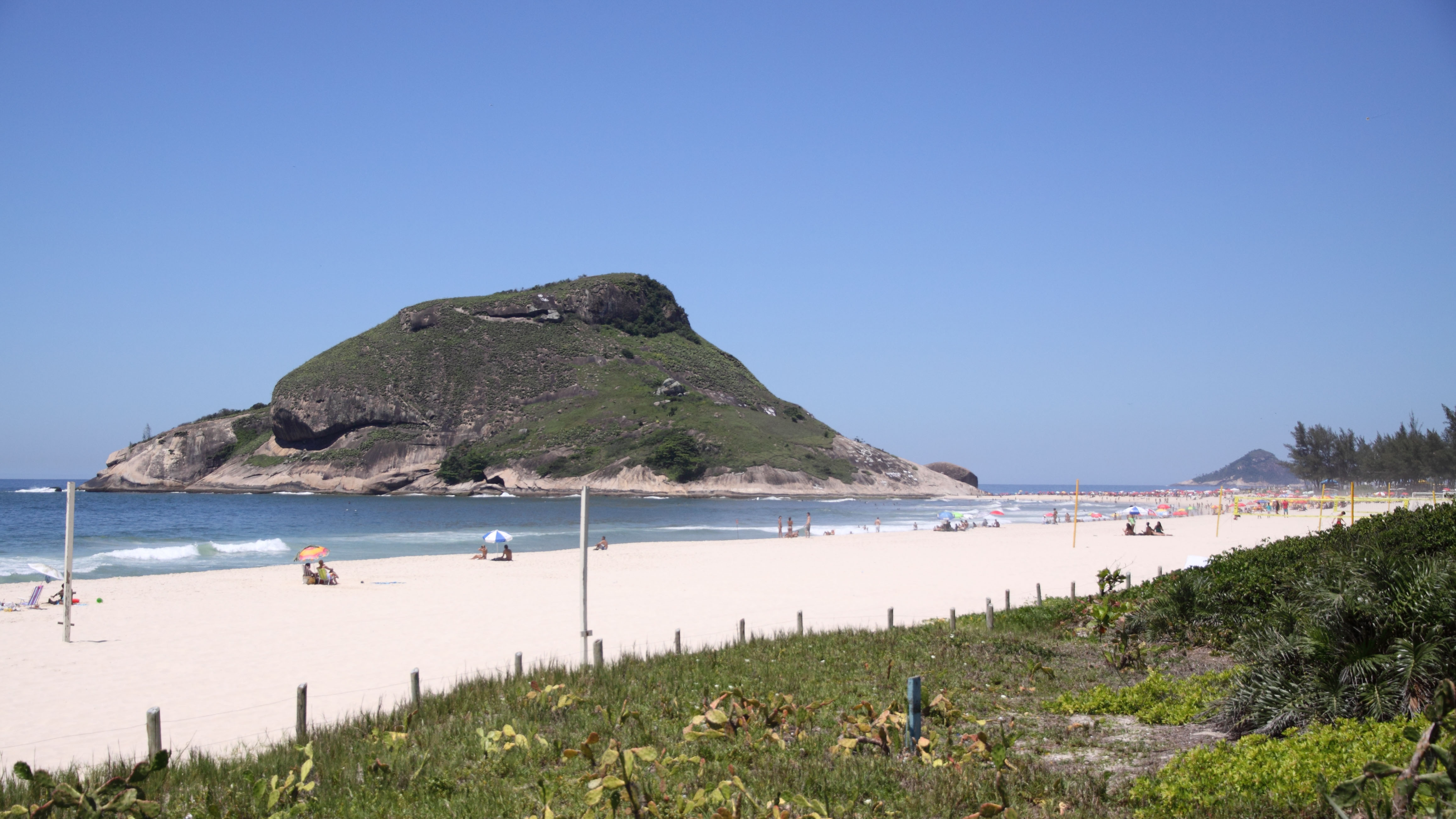
La plage de Pontal.

Pontal est une petite péninsule avec une plage (en portugais : Praia do Pontal) située dans le quartier de Recreio dos Bandeirantes dans l'ouest de Rio de Janeiro au Brésil. 
Elle a été utilisée comme site d'accueil de la marche athlétique aux Jeux olympiques d'été de 2016 et de site de départ et d'arrivée du contre-la-montre cycliste masculin et féminin de cyclisme sur route aux Jeux olympiques d'été de 2016.